# Langjökull
Langjökull – drugi co do wielkości lodowiec na Islandii (po Vatnajökullu) o powierzchni 932 km². Jego czapa lodowa przykrywa znaczną część wygasłego kompleksu wulkanicznego Langjökull, którego centralnym wulkanem jest Hveravellir znajdujący się w północno-wschodniej części lodowca.